# Despertador de Catalunya
El Despertador de Catalunya fou un imprès de propaganda, publicat per la Diputació del General de Catalunya el 1713, durant la Guerra de successió espanyola. Ressaltava les virtuts d'un sistema parlamentari vinculant l'esperit català al constitucionalisme com argument justificatiu de la defensa, primant-la inclús per davant del criteri dinàstic. L'objectiu primer de l'opuscle era el de deslegitimar els arguments d'aquells que en la Junta de Braços havien votat en contra de continuar la guerra, però també mantenir oberta la possibilitat de negociar. Mitjançant opuscles com Despertador de Catalunya, Crisol de Fidelidad, Lealtad Cathalana i altres, els austracistes catalans van lliurar també una guerra propagandística, rebatent les acusaciones d'estar lluitant només per la seva Llibertat i els seus Privilegis i tractant d'argumentar que la seva lluitar també era per la Corona d'Aragó i la llibertat de tota la Monarquia d'Espanya.